# Merla del Iemen
La merla del Iemen (Turdus menachensis) és un ocell de la família dels túrdids (Turdidae).

## Hàbitat i distribució
Habita boscos a les muntanyes del sud-oest d'Aràbia Saudí i el Iemen.